# مطالعه موردی وانیتاس
مطالعه موردی وانیتاس (ژاپنی: ヴァニタスの手記 هپبورن: Vanitasu no Karute) یک مجموعه مانگای ژاپنی است که توسط جون موچیزوکی نوشته و تصویرسازی شده‌است. این مجموعه از ماه دسامبر ۲۰۱۵ در مجله شونن مانگا اسکوئر انیکس گان‌گان کامیکس جوکر سریالی شده‌است. مطالعه موردی وانیتاس در قرن ۱۹ در پاریس تنظیم شده‌است و شامل موضوعات خون‌آشام و استیم‌پانک است. در آمریکای شمالی، مانگا توسط ین پرس به زبان انگلیسی منتشرشده است. اقتباس از مجموعه تلویزیونی انیمه توسط بونز در ژوئیه ۲۰۲۱ به نمایش درآمد. این مجموعه تلویزیونی در ٢ فصل به نمایش درآمد که هر فصل دارای ١٢ قسمت می‌باشد.